# Hikisch Lajos
Hikisch Lajos, teljes születési nevén Hickisch Lajos József (Böhmisch-Aicha, 1844. augusztus 1. – Budapest, 1924. december 30.) magyar építész és építőmester, Hikisch Rezső édesapja.

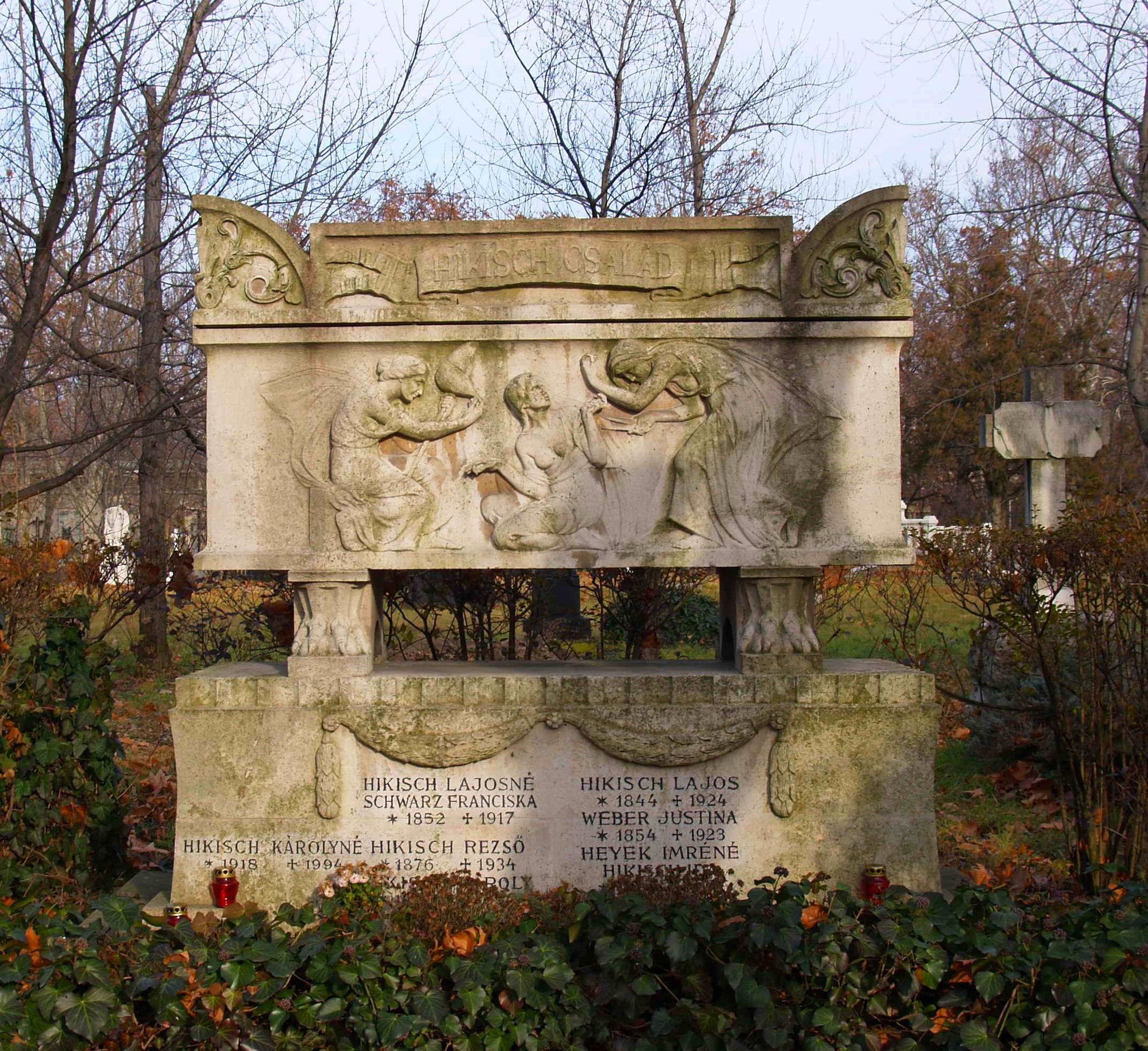
A Hikisch család sírja a Fiumei úti sírkertben 2008-ban (20/1-1-73). Alkotók: Hikisch Rezső és Damkó József

## Élete
A mai Csehország területén található Český Dub településen született, édesapja Hickisch Ferenc. Elsősorban Schubert Árminnal tervezett és kivitelezett közösen épületeket. Számos 19. század végi eklektikus stílusú bérház került ki az kezük közül Budapesten, amelyek egy részénél csak a kivitelezők voltak.
Halálakor a következő méltatást írta róla Az Ujság című napilap:
„Hikisch Lajos építész, egyik alapítója a hajdani Schubert és Hikisch építőcégnek, amely a 80—90-es évek Budapestjének arculatát számos jellegzetes építményével segítette európaibbá tenni, december harmincadikán 80 éves korában elhunyt. A nemeslelkű, szeretetreméltó öreg urat sok tisztelőjén és rokonán felül fia, Hikisch Rezső, a kiváló építőművész gyászolja. E hó másodikán helyezték örök nyugalomra a kerepesi temetőben.”

## Ismert épületei
- 1878: Knorr-villa (ma: Hopp Ferenc Ázsiai Művészeti Múzeum), Budapest, Andrássy út 103.[10]
- 1880/1890 k.: Andrássy Tivadar gróf palotája, Budapest, Fő utca[11][12]
- 1880/1890 k.: bérház, Budapest, Rózsa u.[13]
- 1880/1890 k.: bérház, Budapest, Zoltán u.[14][15]
- 1880/1890 k.: Schubert-villa, Budapest, Munkácsy Mihály u. 12.[16]
- 1880/1890 k.: Leyer-ház, Budapest, Dob u.[17]
- 1887: Szaupe Gusztáv bérháza, Budapest, Peterdy utca 8.[18]
- 1887–1894: bérház, Budapest, Erzsébet körút 14.[19]
- 1890: Haggenmacher-bérház, Budapest, Teréz körút 21.[20]
- 1891: Hikisch-ház, Budapest, József körút 41.[21]
- 1891: Schubert-ház, Budapest, József körút 85.[22]
- 1893: Baumgarten-ház, Budapest, Ferenc körút 39.[23]
- 1894: villa, Budapest, Városligeti fasor 49.[24]
- 1906–1907: bérház, Budapest, Fiumei út 12. (az épületet tévesen szokták Fodor Gyulának tulajdonítani)[25]
- 1906–1907: bérház, Budapest, Fiumei út 14. (az épületet tévesen szokták Fodor Gyulának tulajdonítani)[25]

### Kivitelezései
- 1872: Fischer-ház, Budapest, Király utca 105. / Lövölde tér 7. (tervezte: Schusbeck Pál)[26][27]
- 1883–1886: a Magyar Általános Hitelbank volt berlini téri fiókjának az épülete, Budapest, Nyugati tér 9. (tervezte: Petschacher Gusztáv)[28]
- 1888–1889: Jókai-ház, Budapest, Erzsébet körút 44-46. (tervezte: Quittner Zsigmond)[29]
- 1893: Károlyi-palota, Budapest, Üllői út 19. (tervezte: Meinig Artúr)[30]

## Képtár

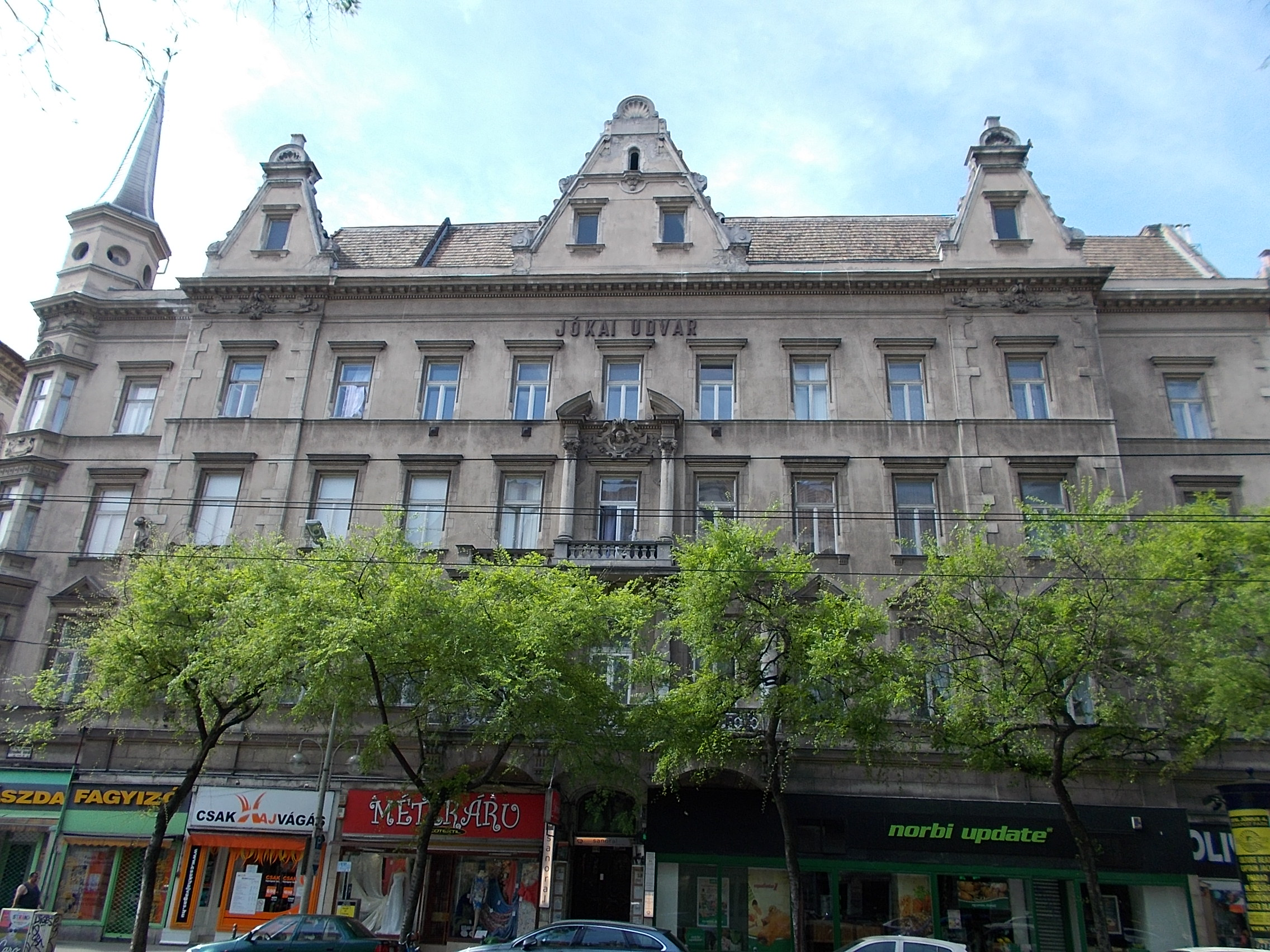
Jókai-ház
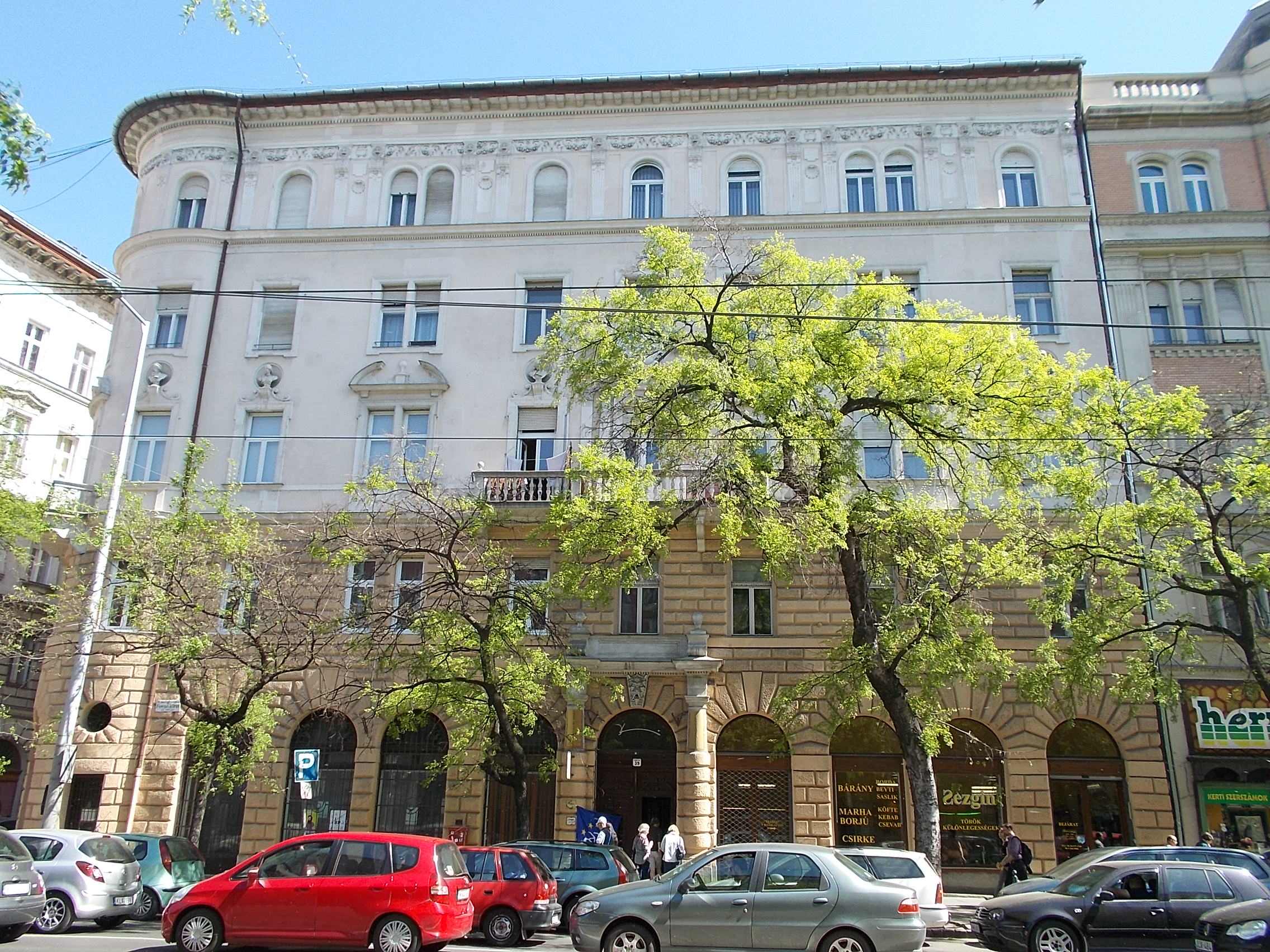
Baumgarten-ház
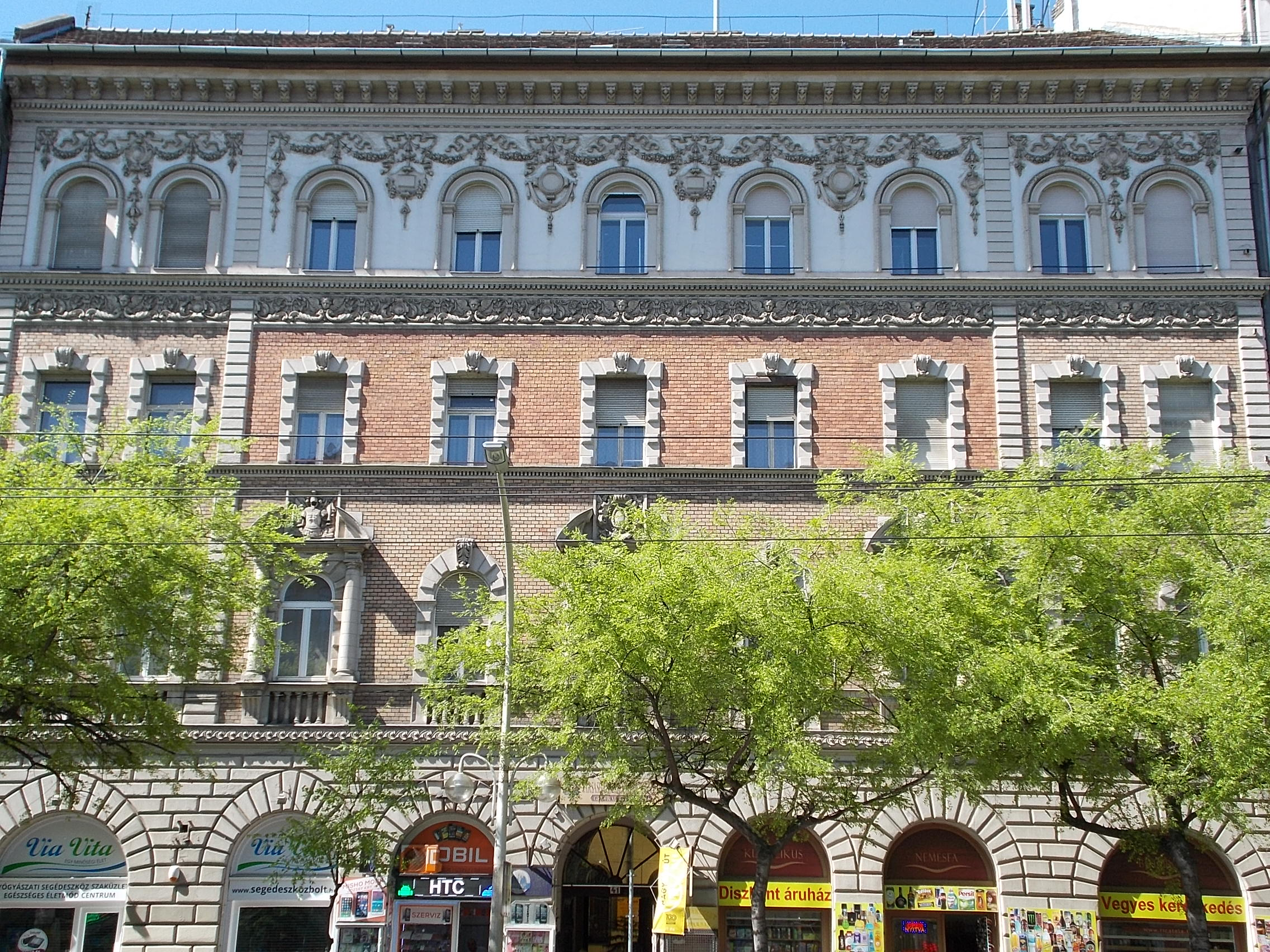
Hikisch-ház
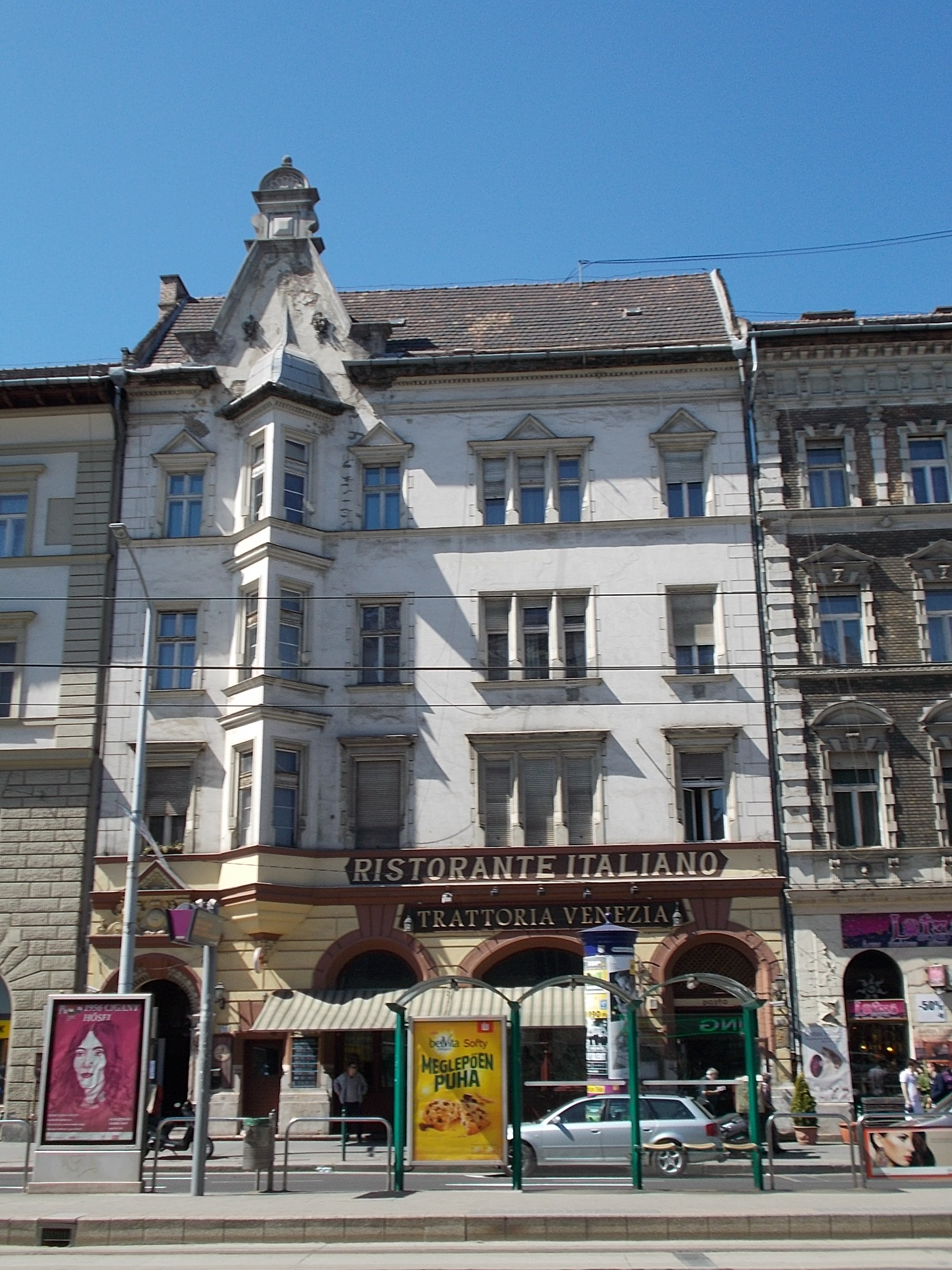
Schubert-ház
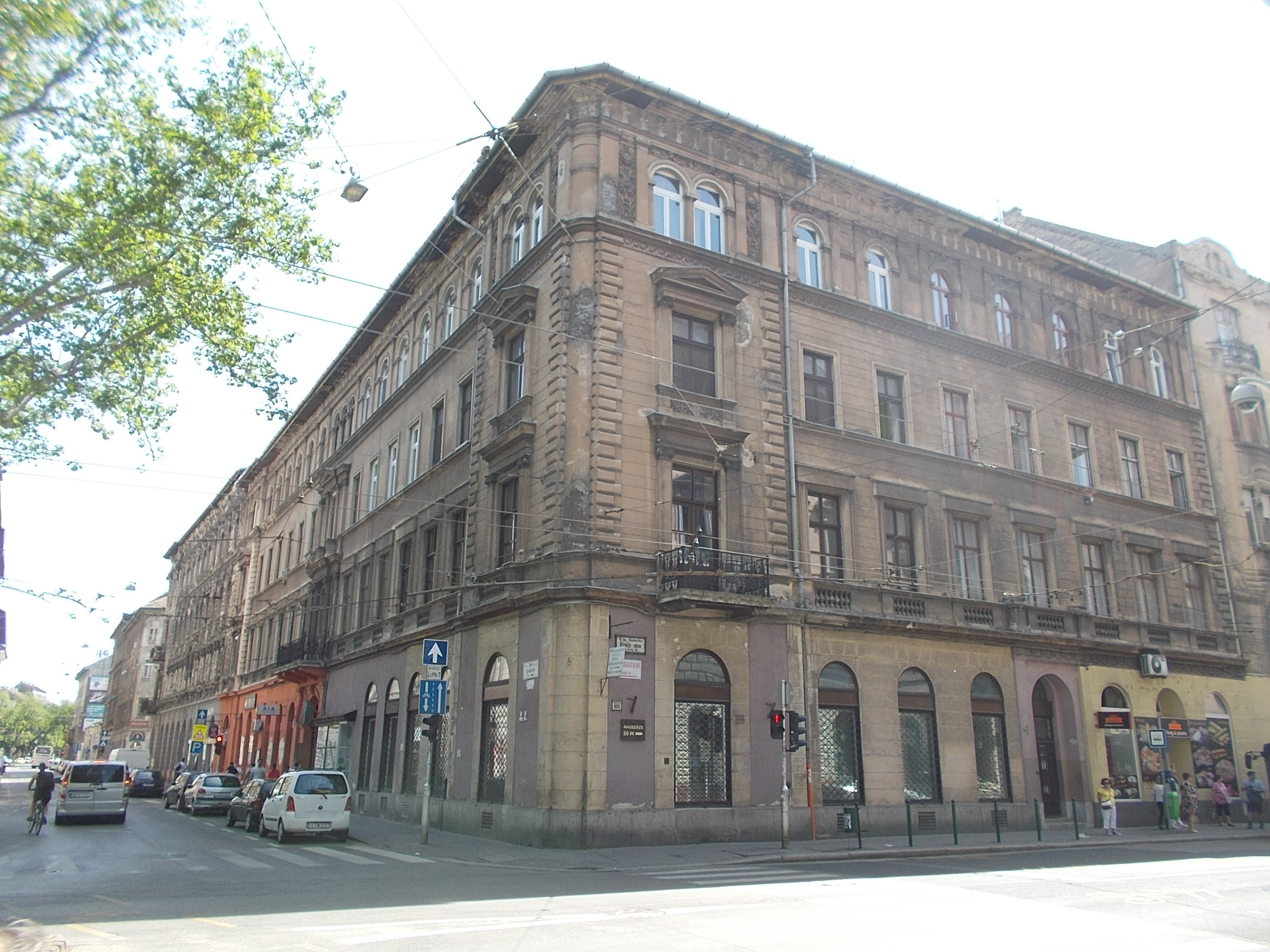
Lövölde tér 7.
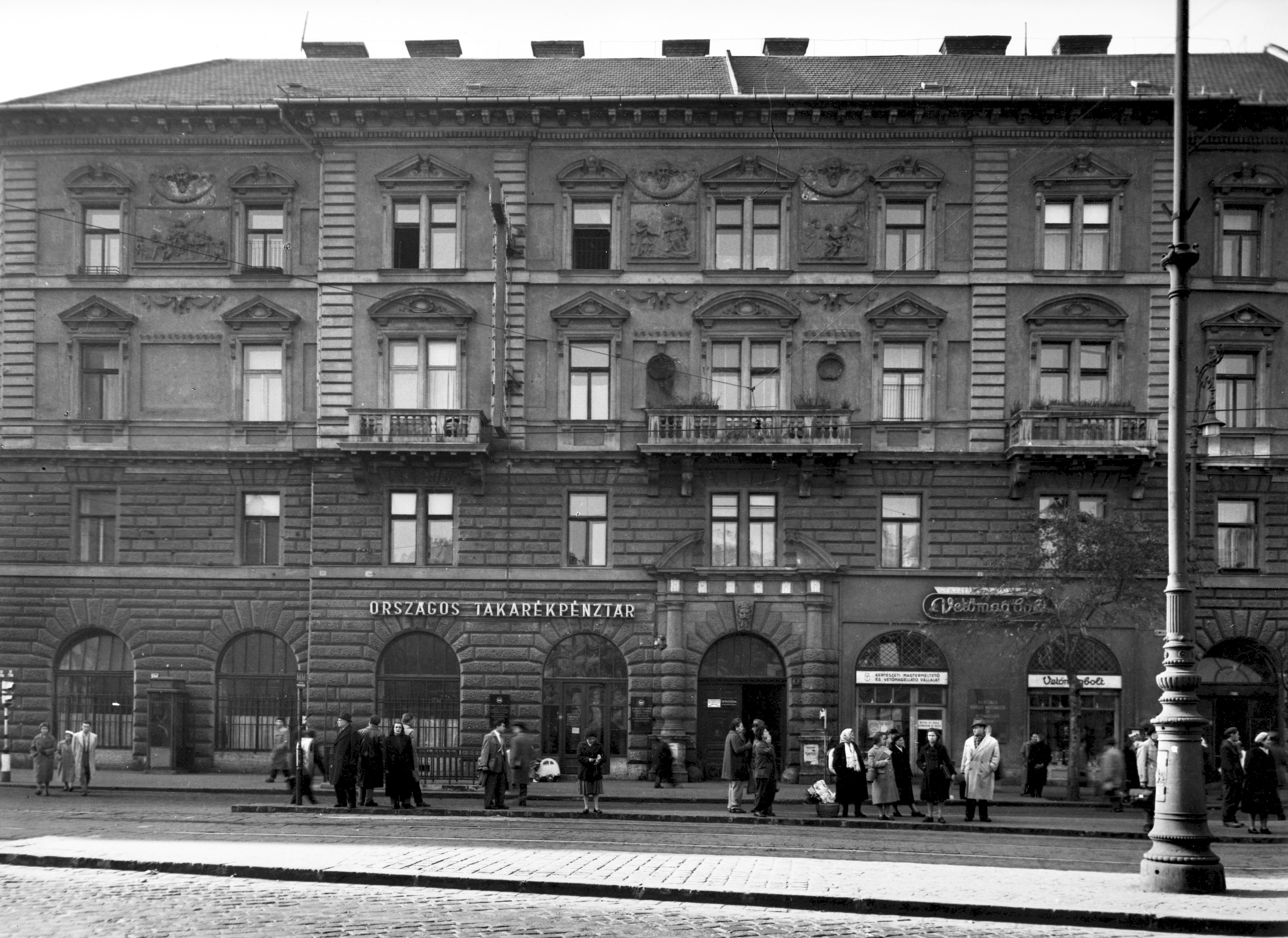
Nyugati tér 9.
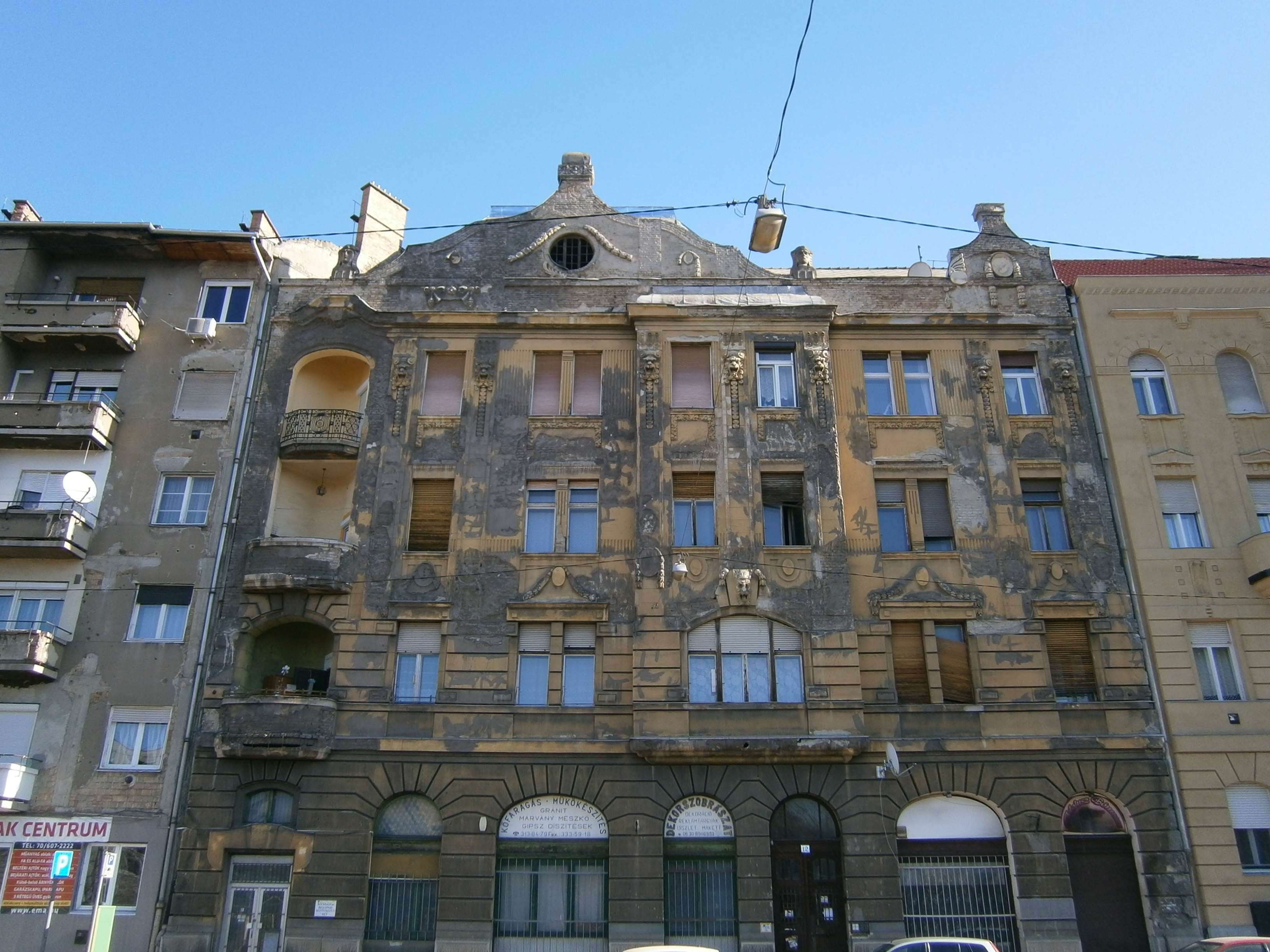
Fiumei út 12.
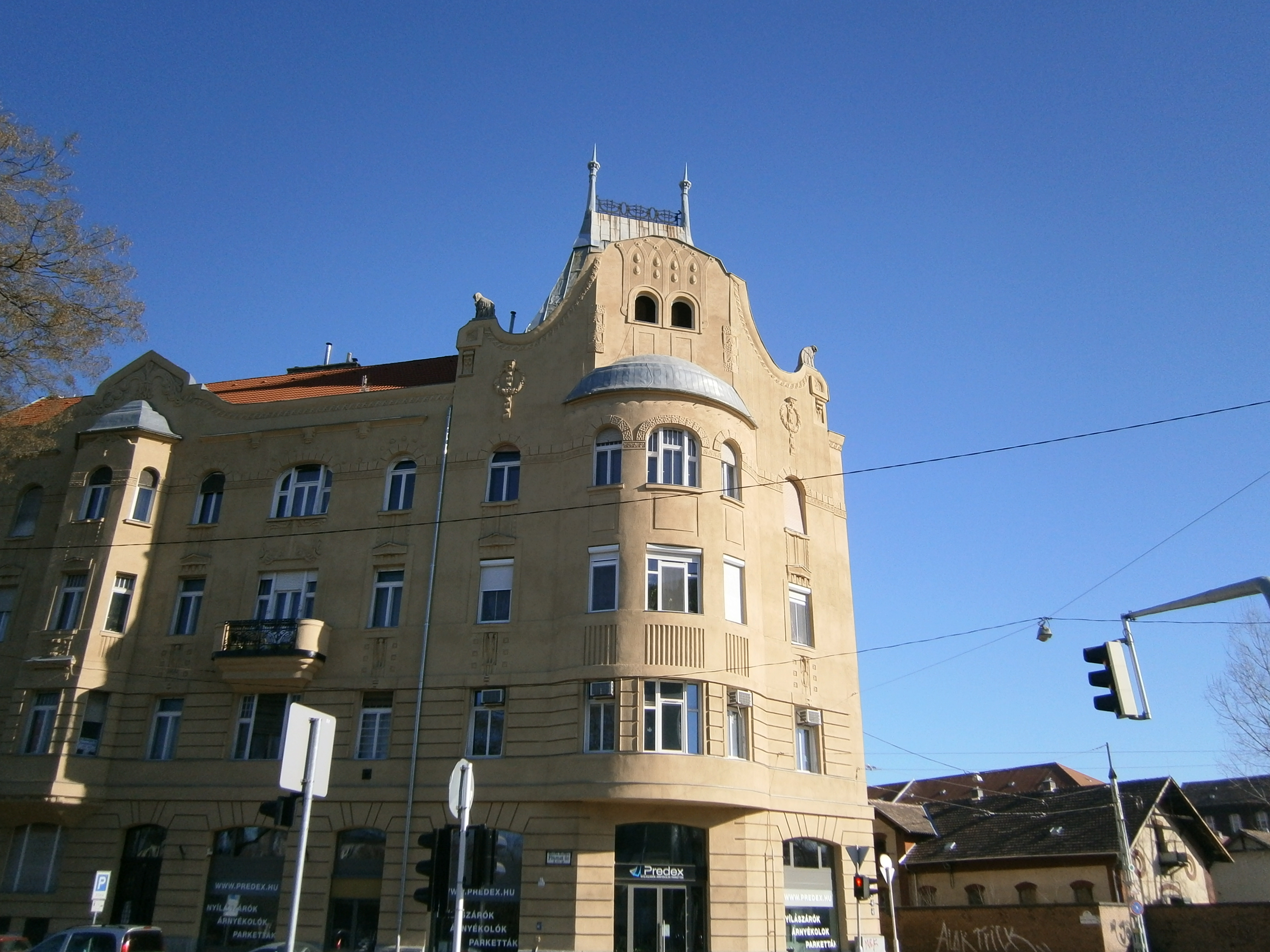
Fiumei út 14.